# Immobilienrente
Die Immobilienrente (Immobilienverrentung) ist in Deutschland eine Möglichkeit zur Ergänzung der Altersvorsorge. Als Form der Altersfinanzierung kann die Immobilienverrentung immer dann in Betracht kommen, wenn die Altersvorsorge nicht ausreicht. Wunschvorstellung ist es, das eigene Haus zu Geld zu machen und trotzdem darin wohnen zu bleiben. Grundsätzlich kommen Immobilienrenten in zwei Formen vor. Beim Verkaufsmodell geht das Eigentum (zumindest teilweise) zu Beginn der Vertragslaufzeit an den Anbieter der Rente über. Beim Kreditmodell bleibt der Rentner Eigentümer und die Rentenzahlungen bzw. der Einmalbetrag werden über einen Kredit auf die Immobilie finanziert.   Weiterführende Informationen zu den einzelnen Modellen bieten z. B. die  Deutsche Seniorenliga e.V. und die Verbraucherzentralen.

## Formen der Immobilienrente (Beispiele)

### Leibrente
Die Leibrente ist eine Zusatzrente. Dabei verkauft der Eigentümer seine Wohnimmobilie an einen Käufer, der ihm im Gegenzug monatlich oder jährlich eine lebenslange Rente bezahlt. Meist ist die Leibrente vertraglich verbunden mit einem lebenslangen Wohnrecht, das durch einen Grundbucheintrag abgesichert wird. Der Kaufpreis liegt unter dem Verkehrswert der Immobilie. Wie weit, hängt von der Lebenserwartung des Verkäufers ab. Je höher die Lebenserwartung ist, desto geringer ist der Kaufpreis, da der Käufer die Rente länger zahlen muss. Die Leibrente muss mit dem Ertragsanteil  versteuert werden.

### Nießbrauch
Beim Nießbrauch (§§ 1030 ff BGB) erhält der Verkäufer den Verkaufspreis in einer Summe und ergänzend ein Nießbrauchsrecht, das ins Grundbuch eingetragen wird. Das Nießbrauchsrecht ist umfassender als das Wohn- bzw. Wohnungsrecht. Es beinhaltet das Recht des Nießbrauchers, den überlassenen Gegenstand an Dritte zu vermieten und die Miete zu vereinnahmen. Der Nießbraucher trägt alle Kosten und Lasten im Zusammenhang mit dem überlassenen Gegenstand. Die Übertragung gegen Einräumen eines Nießbrauchs wird häufig im Zug der vorweggenommenen Erbfolge genutzt, um Vermögen bereits zu Lebzeiten zu übertragen.

### Teilverkauf
Bei einem Teilverkauf veräußert der Immobilienbesitzer bis zu 50 Prozent seiner Immobilie zum Verkehrswert. Er bekommt dafür vom Käufer ein rechtssicheres lebenslanges Wohnrecht eingeräumt. Im Gegenzug zahlt er dem Käufer ein Nutzungsentgelt, da dieser seinen Anteil an der Immobilie nicht vermieten kann. Die Höhe richtet sich nach dem Wert der Immobilie und der Höhe des verkauften Anteils. Die Kosten für Instandhaltung muss in der Regel der Alteigentümer zahlen.

### Umkehrhypothek
Mit der Umkehrhypothek beleiht ein Eigentümer seine (weitgehend) schuldenfreie Immobilie über einen bestimmten Zeitraum und bekommt monatlich einen bestimmten Betrag ausgezahlt. Er baut damit sukzessive ein Darlehen auf. Nach Ablauf des Vertrags wird das Darlehen fällig. Die Erben können das Darlehen ablösen oder die Bank kann das Haus verwerten. Außerhalb der USA sind die Zinsen meist recht hoch, weil der Darlehensgeber das so genannte Langlebigkeitsrisiko einpreisen muss. In den USA wird dieses Risiko vom Staat übernommen.

### Rückmietverkauf
Beim Rückmietverkauf verkaufen Hauseigentümer ihre Immobilie und mieten sie vom Käufer zurück. Sie erlangen auf diese Weise Liquidität, können aber zugleich auf Lebenszeit in ihrem gewohnten Zuhause bleiben. Die Miete orientiert sich am Markt und kann im gesetzlichen Rahmen erhöht werden. Der Käufer trägt die Instandhaltungskosten seiner neuen Immobilie. Bei einem Weiterverkauf akzeptiert der neue Eigentümer den ursprünglichen Mietvertrag. Der Mieter kann den Vertrag jederzeit kündigen, der Eigentümer kann es nicht, da dem ehemaligen Eigentümer und jetzigen Mieter im Grundbuch ein besichertes Wohnrecht eingeräumt wird, so der Geschäftsführer eines Anbieters.

## Internationales
Teilverkauf und Leibrente sind vor allem im deutschsprachigen Raum bekannt. In angelsächsischen Ländern ist der Rückmietverkauf als Sale-Lease-Back schon seit längerem etabliert. Hauptsächlich ist dort jedoch die Umkehrhypothek (engl. Reverse Mortgage) verbreitet.